# 张海国
张海国（1950年11月17日—），男，汉族，广东海口（今属海南）人，中华人民共和国政治人物，曾任海南省政协副主席。